# Hans Harder (Beamter)
Hans Heinrich Wilhelm Harder (* 26. September 1902 in Hamburg; † 8. August 1984 ebenda) war ein deutscher Verwaltungsjurist und Präsident des Hamburger Rechnungshofes.  
Der Sohn eines Volksschullehrers studierte nach dem Abitur 1921 Rechtswissenschaft in Hamburg und Tübingen und trat nach Referendariat und zweitem Staatsexamen 1929 in den Hamburger Verwaltungsdienst ein. Seit 1925 SPD-Mitglied, engagierte er sich in der Friedensbewegung (Deutsche Friedensgesellschaft) und trat auch publizistisch in Erscheinung. 1933 wurde er deshalb auf Betreiben der neuen NS-Machthaber aus dem Staatsdienst entlassen und ließ sich als Rechtsanwalt nieder. 1941 wurde er zur Luftwaffe eingezogen und kehrte kurz vor Kriegsende nach Hamburg zurück, wo er sich bis zum Eintreffen der britischen Truppen bei einer Tante in Duvenstedt versteckte.  
Unmittelbar nach Kriegsende wurde er zunächst Referent des stellvertretenden Bürgermeisters Adolph Schönfelder und noch im Jahr 1945 zum Senatssyndicus berufen. In dieser Funktion war er in den folgenden Jahren maßgeblich am Wiederaufbau der Hamburger Verwaltung beteiligt, insbesondere der neuen Bezirksverwaltung, aber auch für das Personalamt, das Landesamt für Verfassungsschutz, das Staatsarchiv und die Baubehörde. Von 1960 bis zu seiner Pensionierung 1970 war Harder schließlich Präsident des Hamburger Rechnungshofes.  
Als Senatssyndicus vertrat Harder die Interessen der Stadt in mehreren Aufsichtsräten, u. a. der Howaldtswerke Hamburg, des städtischen Wohnungsunternehmens SAGA oder der Hamburgischen Staatsoper. Daneben übernahm er zahlreiche ehrenamtliche Funktionen z. B. im Übersee-Club, im Vorstand der „Neuen Literarischen Gesellschaft“ und engagierte sich für den Natur- und Denkmalschutz. 1972 gehörte er zu den Gründern des Vereins „Rettet die Deichstraße“, der sich erfolgreich für den Erhalt der vom Abriss bedrohten Altstadthäuser einsetzte. 